# 許京万
許 京万（ホ・ギョンマン、朝鮮語: 허경만/許京萬、1938年3月4日 - ）は、大韓民国の政治家、検察官、弁護士、陸軍軍人。第10・11・12・13・14代韓国国会議員、第14代国会副議長、第31・32代全羅南道知事。本貫は陽川許氏。仏教徒。

## 経歴
日本統治時代の全羅南道順天出身。成均館大学校法政大学卒業、高等考試司法科合格。ソウル大学校司法大学院修了（法学修士）。陸軍本部の軍法務官、成均館大学校講師、光州地検検事・木浦支庁検事・順天支庁検事、ソウル地検仁川支庁検事、大田地検洪城支庁検事などを歴任した。第10代総選挙では新民党の公認で立候補して初当選し、以降国会議員を連続5期務めた。そのほか、新民党人権擁護委員長、第72回列国議会同盟ジュネーブ総会韓国代表、平民党院内総務、国会商工委員長、平民党副総裁を務めたほか、第14代国会では国会副議長を歴任した。国会議員引退後は1995年と98年に全羅南道知事に2回当選した。